# Grzyb
Grzyb, nebo Skała Grzyb w Mirowie a česky lze přeložit jako Hřib nebo Houba, je známým vápencovým skalním hřibem/boulderem, který leží na louce jižně u hradu Mirów v okrajové části Mirowských skal (Skały Mirowskie) nad vesnicí Mirów ve gmině Niegowa v okrese Myszków v krajinném parku Park Krajobrazowy Orlich Gniazd (Chráněná krajinná oblast Orlích hnízd) v Polsku. Geograficky také patří do mezoregionu pohoří Wyżyna Częstochowska (Čenstochovská jura) a Slezského vojvodství. Tvarově výrazná skalní věž vznikla přírodním procesem (vypreparováním) z okolního terénu a na jejím vrcholu roste xerotermní vegetace. Grzyb je také cvičným horolezeckým terénem a je zde postaveno 5 horolezeckých cest.

## Další informace
Skála je přístupná po zaplacení vstupného do okolí hradu.

## Galerie

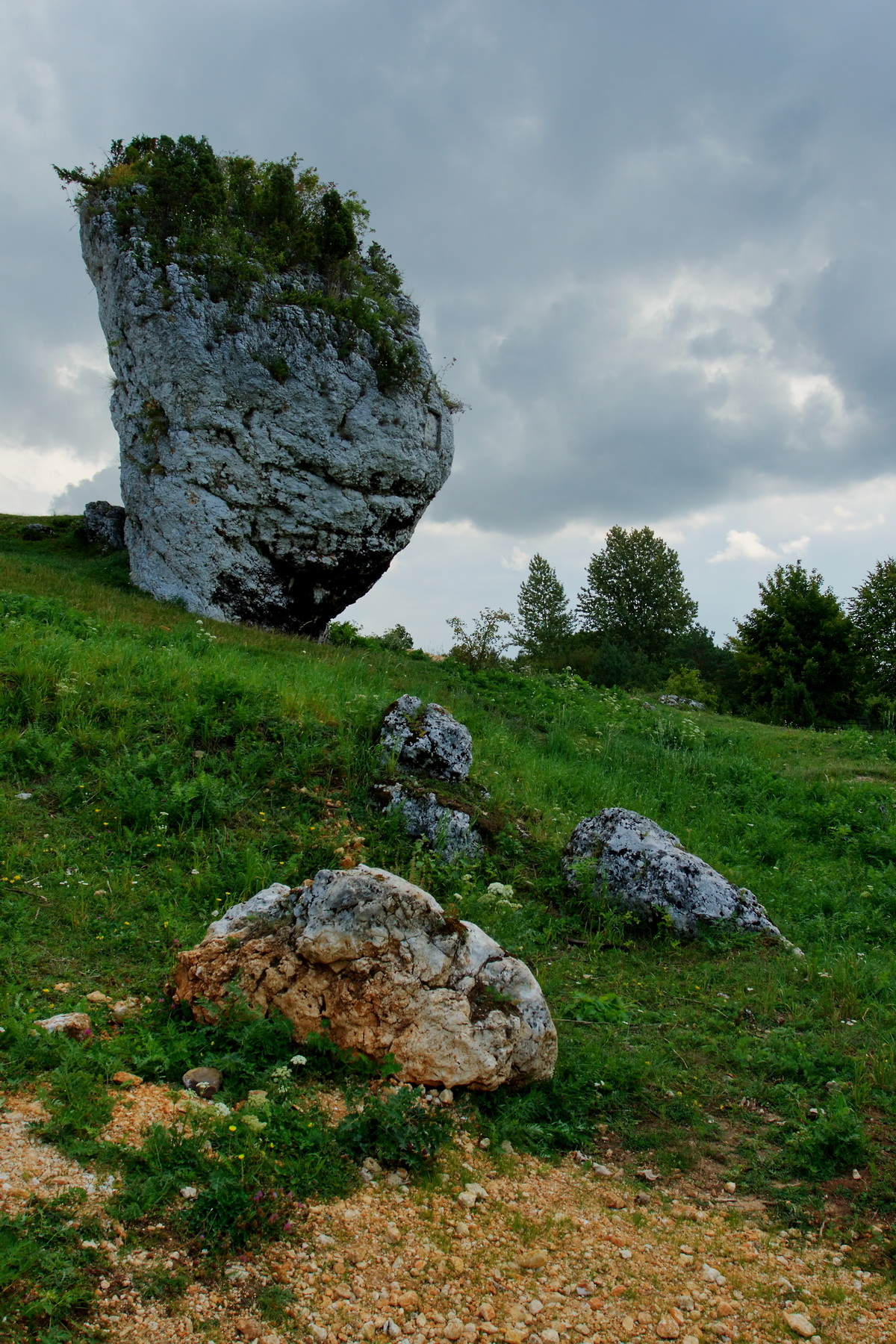
Grzyb (srpen 2008)
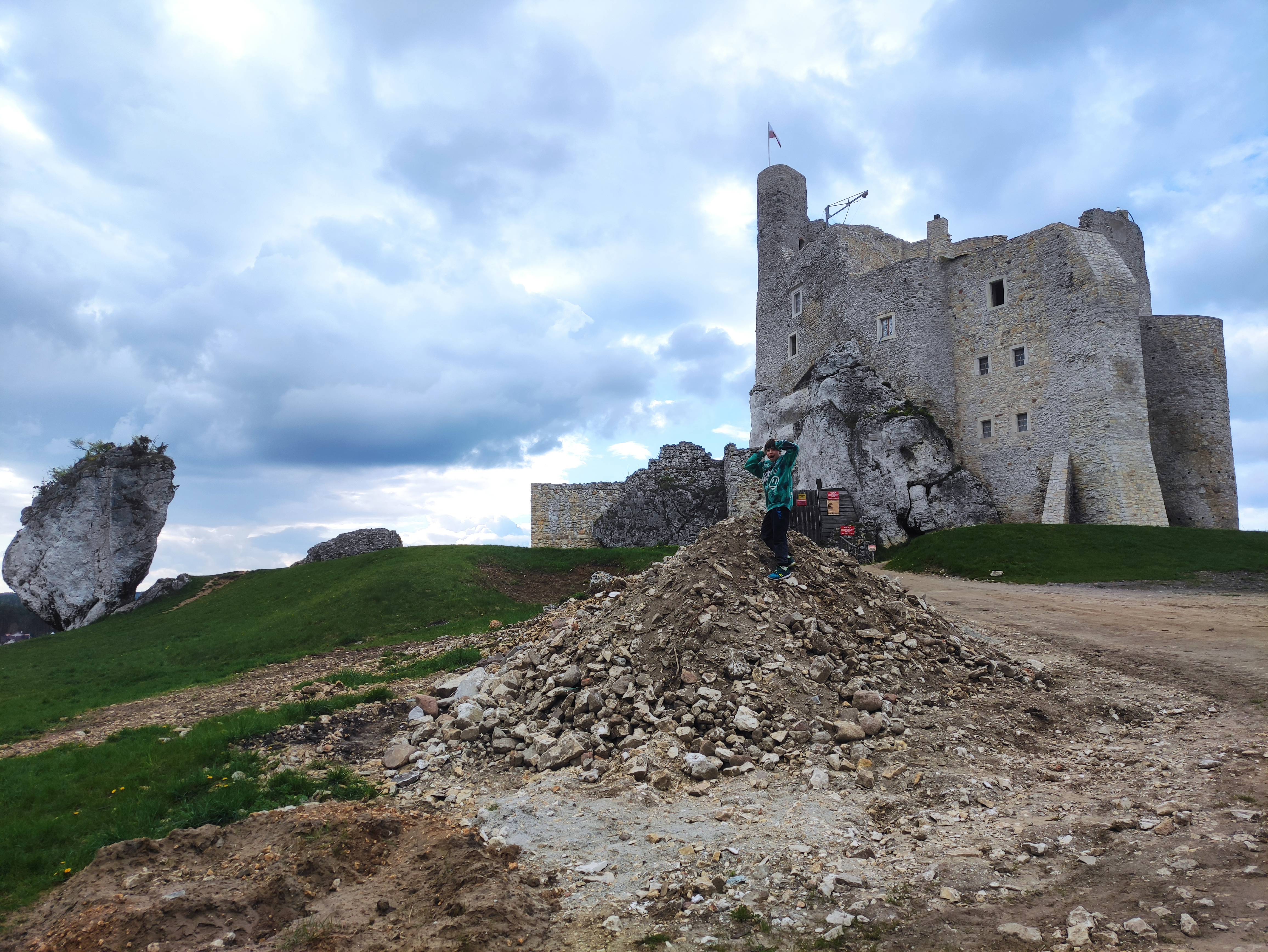
Grzyb u hradu Mirów
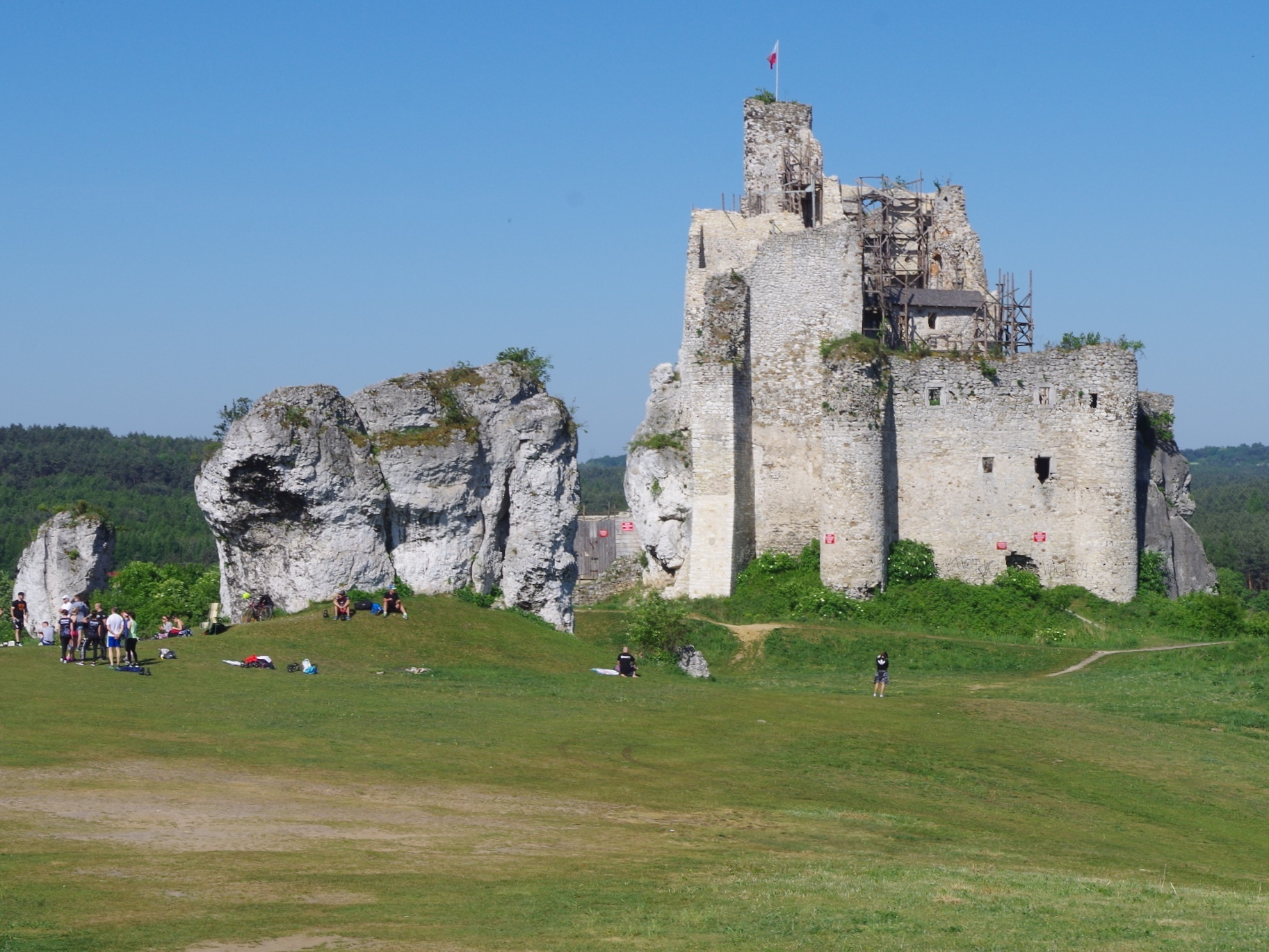
Grzyb a další skály u hradu Mirów